# Helga Kecse-Nagy
Pour les articles homonymes, voir Nagy.
Helga Hajnal, née Helga Kecse-Nagy le 4 août 1985 à Szeged, est une joueuse de squash représentant la Hongrie. Elle est championne de Hongrie à six reprises entre 2008 et 2017.

## Biographie
Elle participe aux Jeux mondiaux de 2009 où elle s'incline au premier tour face à la championne du monde Nicol David. Elle interrompt sa carrière en 2012 pour donner naissance à un garçon.

## Palmarès

### Titres
- Championnats de Hongrie : 6 titres (2008, 2009, 2011, 2014, 2016, 2017)